# Muralla de Vallmoll
La Muralla de Vallmoll és una obra del municipi de Vallmoll (Alt Camp) protegida com a bé cultural d'interès local.

## Descripció
Porta documentada des del segle xii, la muralla de Vallmoll es va anar refent en diverses ocasions i es mantingué fins al segle xix. En un gravat de Beaulieu del segle xvii se'n pot veure l'àmbit. Des del castell, la muralla baixava per l'actual raval de la Pau, pel carrer Sant Miquel en direcció cap al portal de la Creu, lloc on hi havia una de les entrades a la vila i que encara es conserva, continuava per darrere de l'església, pel carrer de la Muralla i quan arribava a la confluència del carrer de Catalunya amb el carrer de mossèn Llop girava fins a arribar altre cop al castell.
Hi ha constància que hi havia dos portals més, avui desapareguts: el portal de la plaça Major i el portal del carrer de la Unió. Poden localitzar-se muralles al subsòl o a l'interior d'edificis que s'hi van adossar.
Possiblement les voltes del Roser i de Sant Llorenç segurament formaven part de la muralla.
De la muralla de Vallmoll, es conserva visible el portal de la Creu, al raval de Sant Miquel / carrer de lÀngel. El portal es troba edificat entre mitgeres. Permet l'accés a dos carrers i és de pas públic. El formen un arc de mig punt amb dovelles de pedra a la part exterior i un arc rebaixat, més ample a la part interior. La part superior de la construcció, modificada, té actualment la funció d'habitatge
Un altre sector de la muralla que es conserva és un mur situat a la confluència de l'avinguda Catalunya i el carrer Mn. Llop. Actualment serveixen de base a uns habitatges. Encara s'hi conserven unes espitlleres, tot i que modificades amb maó.
El gruix de la construcció oscil·la entre 1m i 2m, i el material emprat és la pedra petita irregular treballada amb argamassa i avui reforçada amb ciment.
A la part inferior de l'angle de la muralla hi ha adossada una font.Av.

## Història
La muralla de Vallmoll apareix documentada des del segle xii, època en què era domini dels Castellvell. Al llarg dels segles va refer-se en successives ocasions i es mantingué fins al segle xix, quan l'increment demogràfic va fer necessària l'extensió del nucli urbà i, per tant, la desaparició de les antigues muralles. La muralla es mantingué fins a la fi del segle xviii, ja que durant el XIX, a conseqüència de l'increment demogràfic, es va anar desfent.
Existeix un interessant document gràfic realitzat per Beaulieu l'any 1646, on apareix delimitat el clos murat de la vila.
Des del castell, la muralla baixava per l'actual carrer Sant Miquel en direcció cap al Portal de la Creu, lloc on hi havia una de les entrades a la vila. Hi ha constància que n'hi havia dos més, avui desapareguts: el portal de la plaça Major i el portal del carrer de la Unió.